# Gorges du Verdouble
Les gorges du Verdouble sont un site naturel et touristique des départements français de l'Aude et des Pyrénées-Orientales, en région Occitanie.

## Géographie

Carte des Corbières avec les gorges au sud du Pech de Fraysse, en partie dans l'AOC Corbières.

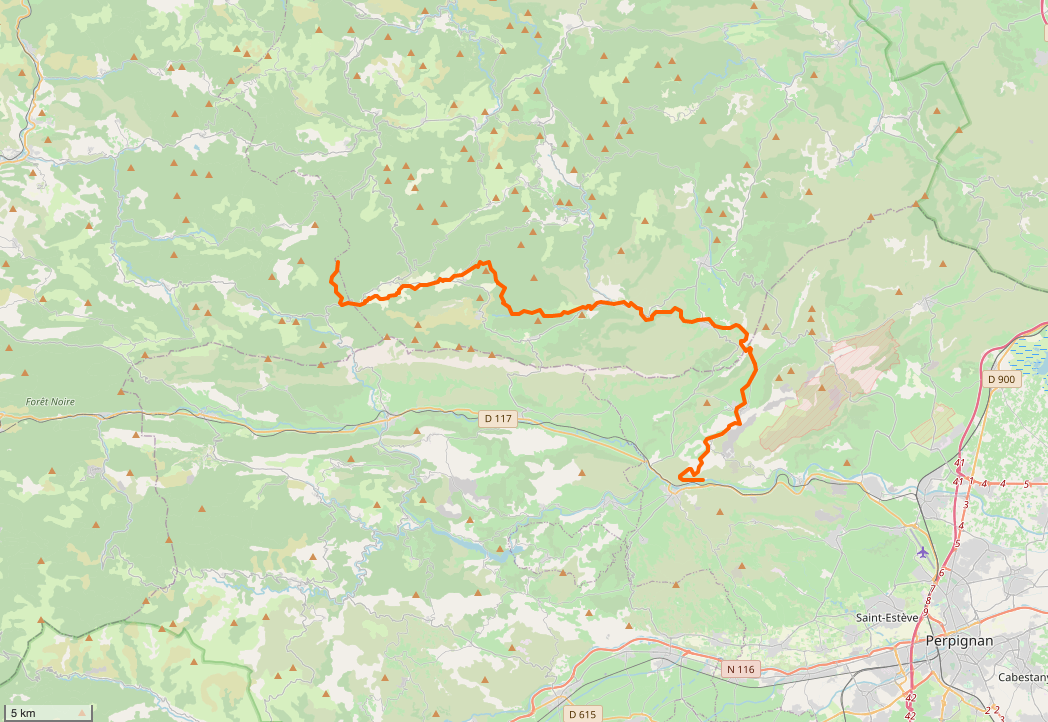
Tracé du Verdouble.

Le Verdouble (el Verdoble, en occitan) prend sa source sur la commune de Soulatgé (Aude), à environ 765 m d'altitude, dans le massif des Corbières.
Les principales communes que traversent les gorges sont : 
- Cubières-sur-Cinoble
- Soulatgé ;
- Rouffiac-des-Corbières ;
- Duilhac-sous-Peyrepertuse ;
- Cucugnan ;
- Padern ;
- Paziols ;
- Tautavel ;
- et Estagel, à la confluence avec l'Agly.

### Topographie
Sur les 47 km de longueur que compte de Verdouble, ses gorges en occupent environ 30 km de manière discontinue, depuis la commune de Soulatgé jusqu'à Estagel.
Le dénivelé total naturel des gorges est d'environ 370 m, depuis le Gourg de l'Antre à Soulatgé (~450 m) jusqu'à sa confluence avec l'Agly, à 80 m d'altitude.
Le Verdouble et ses gorges sont déjà notifiés sur la carte de Cassini (première moitié du XVIIIe siècle).

### Hydrologie
Le débit du Verdouble dans ses gorges peut être très variable, selon la saison.
Il a été noté que le Verdouble, comme la plupart des ruisseaux et rivières des Corbières, peut être soumis temporairement à des pluies torrentielles comparables aux épisodes Cévenols voire aux pluies cycloniques tropicales. Ces précipitations peuvent faire monter le débit d'une petite rivière locale à 2000m³/seconde en quelques heures. La particularité de ces événements est leur relative brièveté : en moyenne 48h.

### Flore

Quelques espèces endémiques des gorges
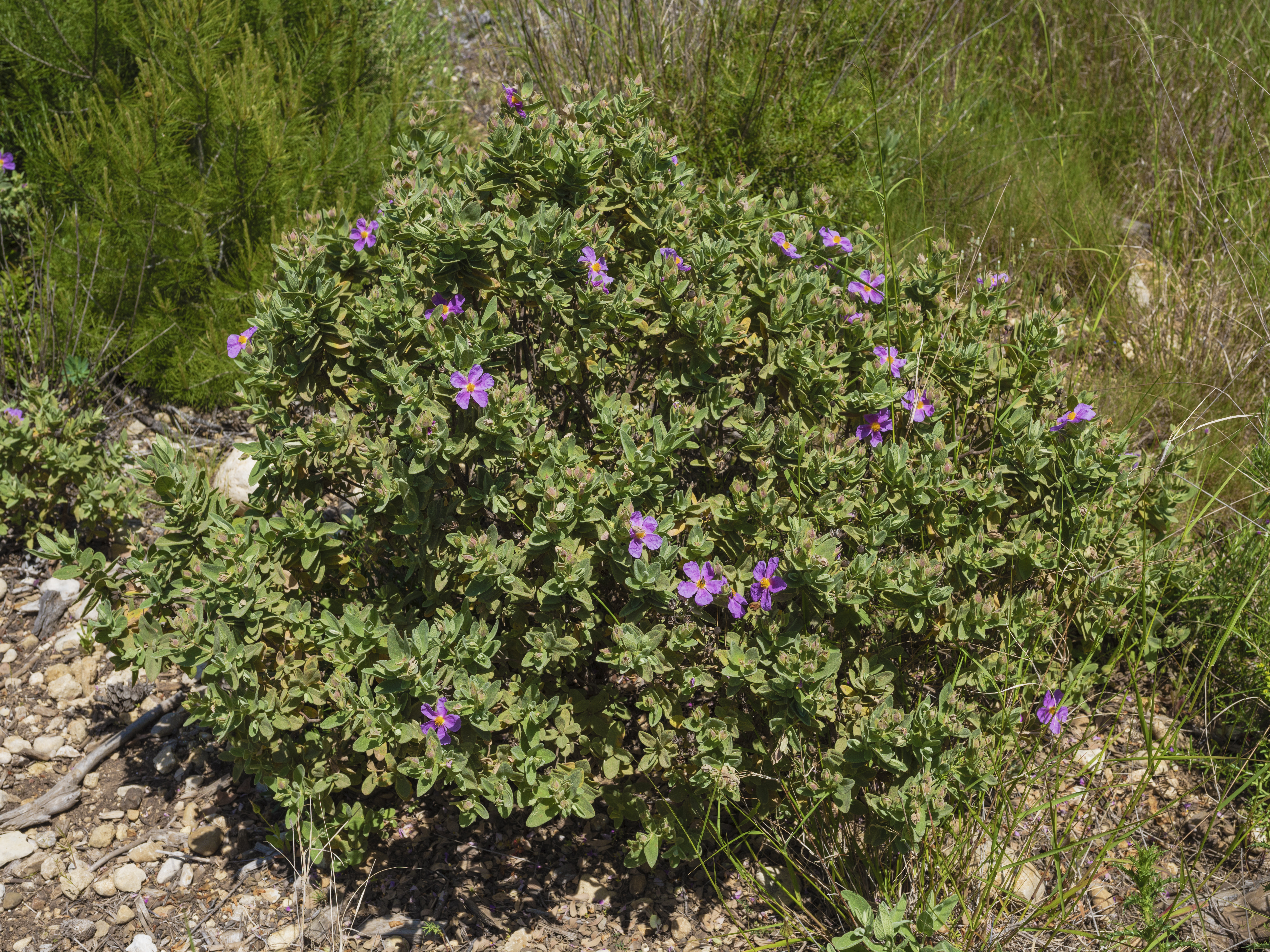
Le Ciste cotonneux (ou « Ciste blanc »).
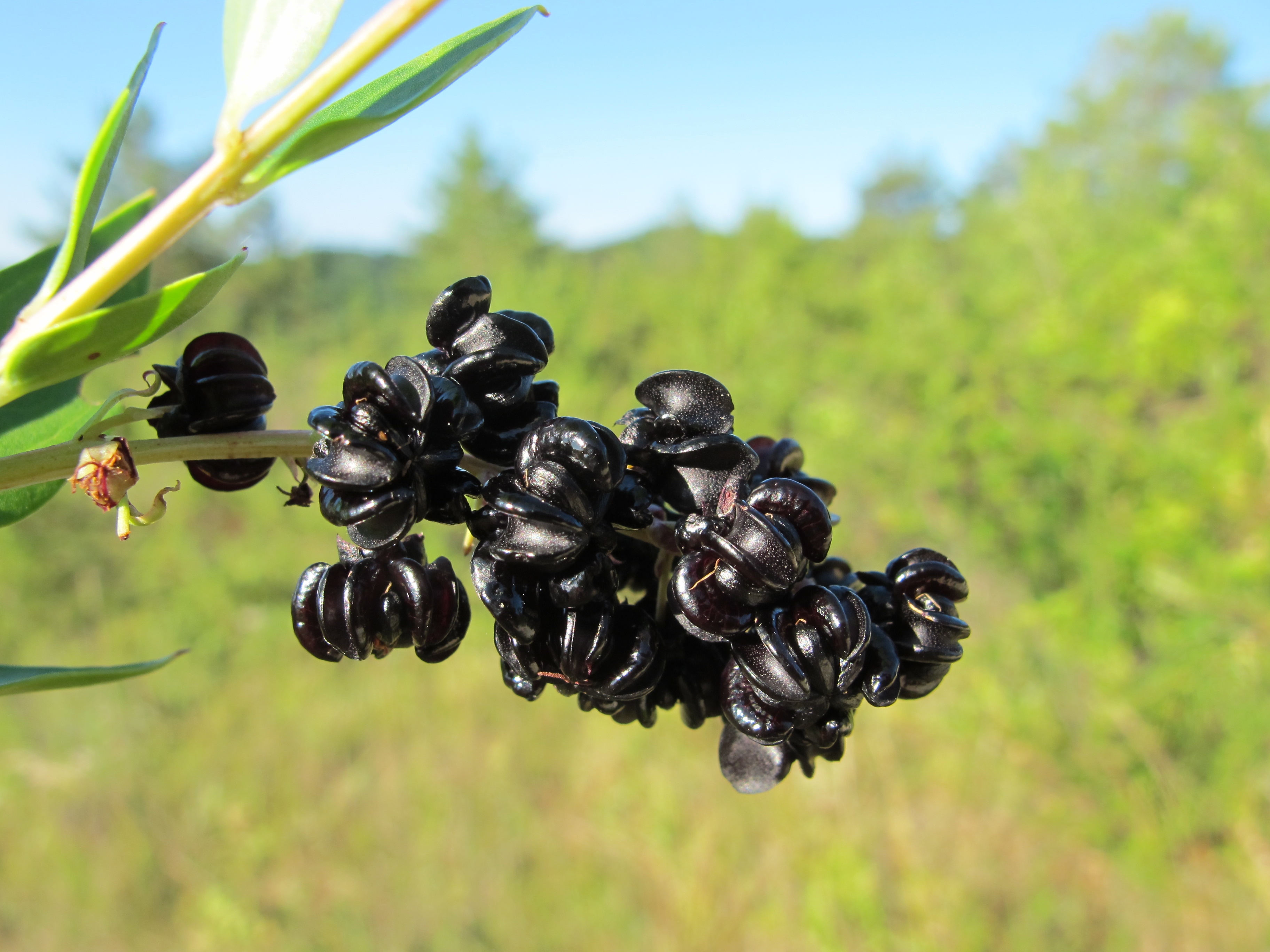
La corroyère à feuilles de myrte (Coriaria myrtifolia).
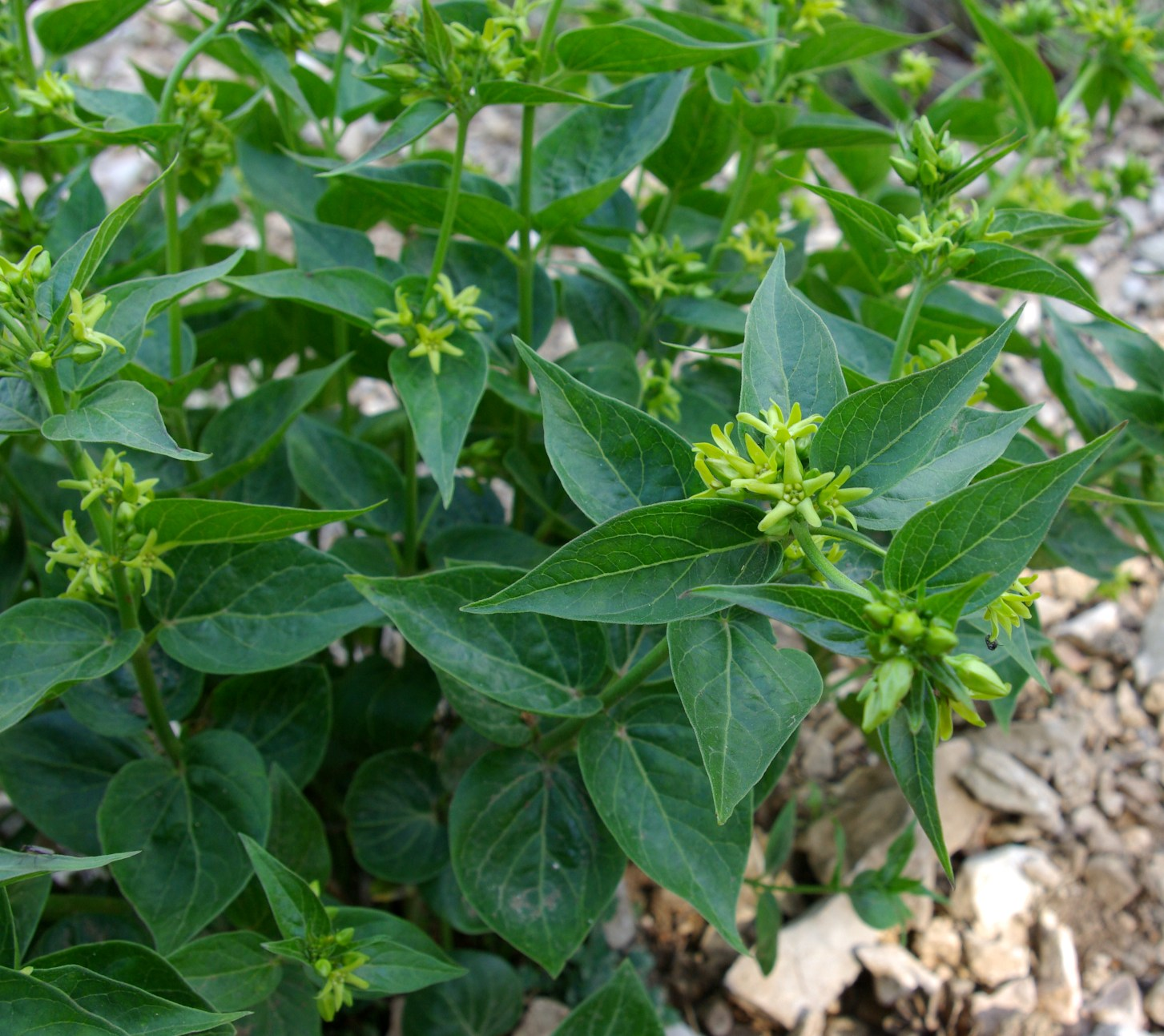
Dompte-venin officinal (Vincetoxicum hirundinaria).
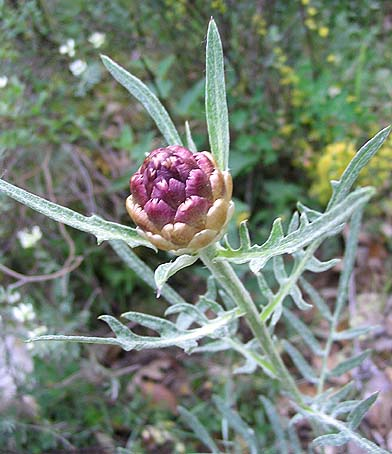
Leuzée conifère (Leuzea conifera).

## Tourisme
Traversant les deux départements – Aude et Pyrénées-Orientales – sur environ 50 km, les gorges du Verdouble sont un terrain propice aux activités nautiques légères (baignade sauvage et surveillée, canyoning, canoë-kayak, etc.) ; mais aussi à l'escalade, à la randonnée, à la spéléologie amateur et à des activités muséales (à ciel ouvert ainsi qu'en intérieur).
Parmi les lieux d'activités touristiques dans les gorges et à proximité figurent : 
- le Gourg de l'Antre[5], sur la commune de Soulatgé ;
- le château de Peyrepertuse ;
- le lac et les cascades du Moulin de Ribaute, à Duilhac[6] ;
- le château de Padern ;
- le Musée de Préhistoire de Tautavel[7].

### Routes touristiques et randonnée
Dépourvues de grands tracés touristiques pédestres, les gorges du Verdouble se prêtent néanmoins très bien aux activités de plein air (VTT, camping/glamping, randonnée, caravaning). Malgré une topographie parfois escarpée, de nombreux chemins forestiers et de randonnée sont entretenus.
On notera notamment parmi les parcours pédestres :
- Cubières sur Cinoble - Caudiès de Fenouillède[8] (21,7 km) ;
- boucle depuis Duilhac-sous-Peyrepertuse[9] (6,5 km) ;
- Autour de Tautavel[10] (7,7 km).

D'amont en aval
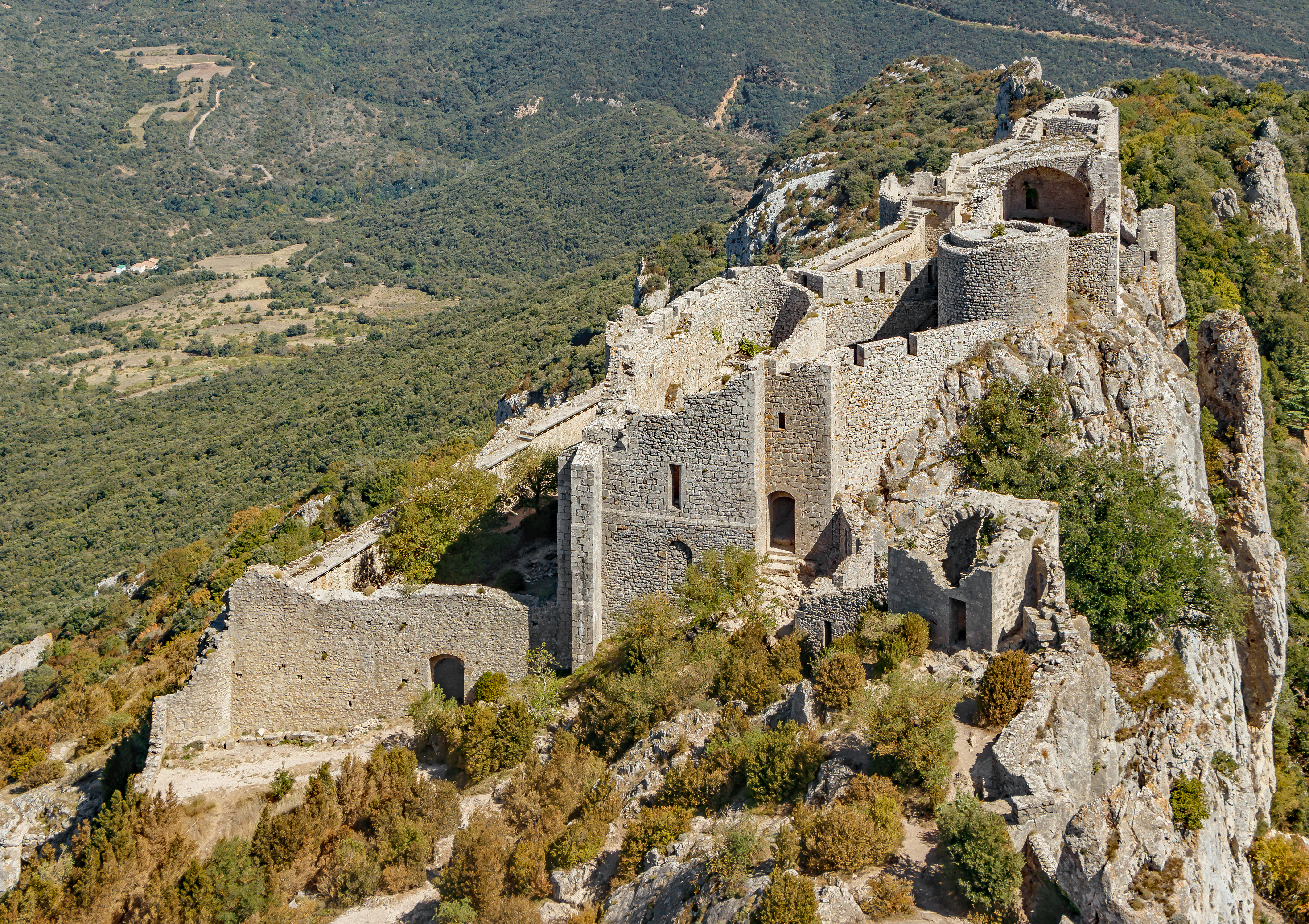
Château cathare de Peyrepertuse ; sur la gauche, le Verdouble (2019).
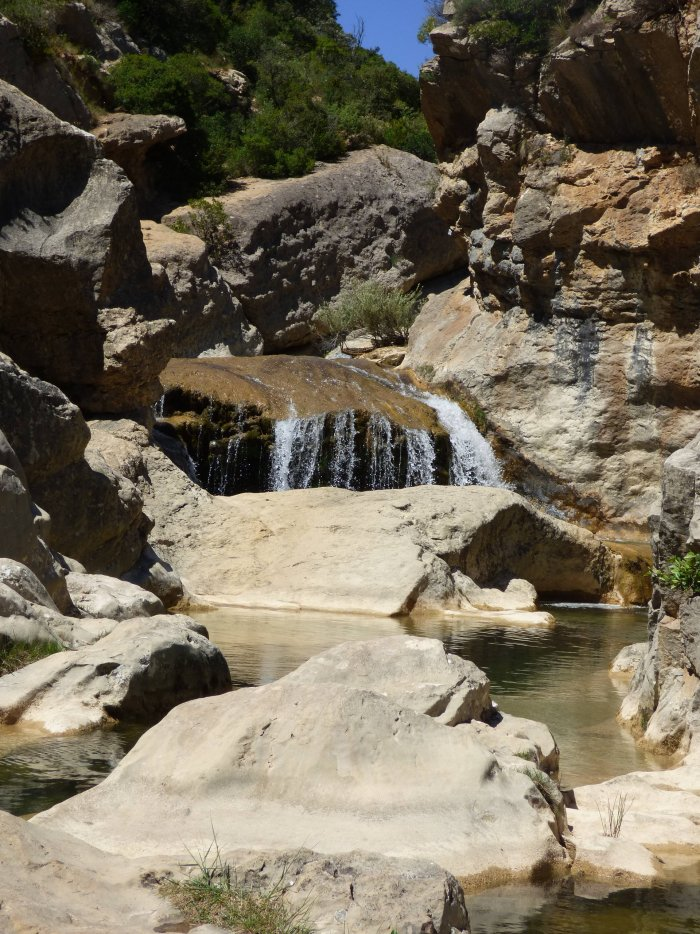
Cascade à Duilhac (2017).
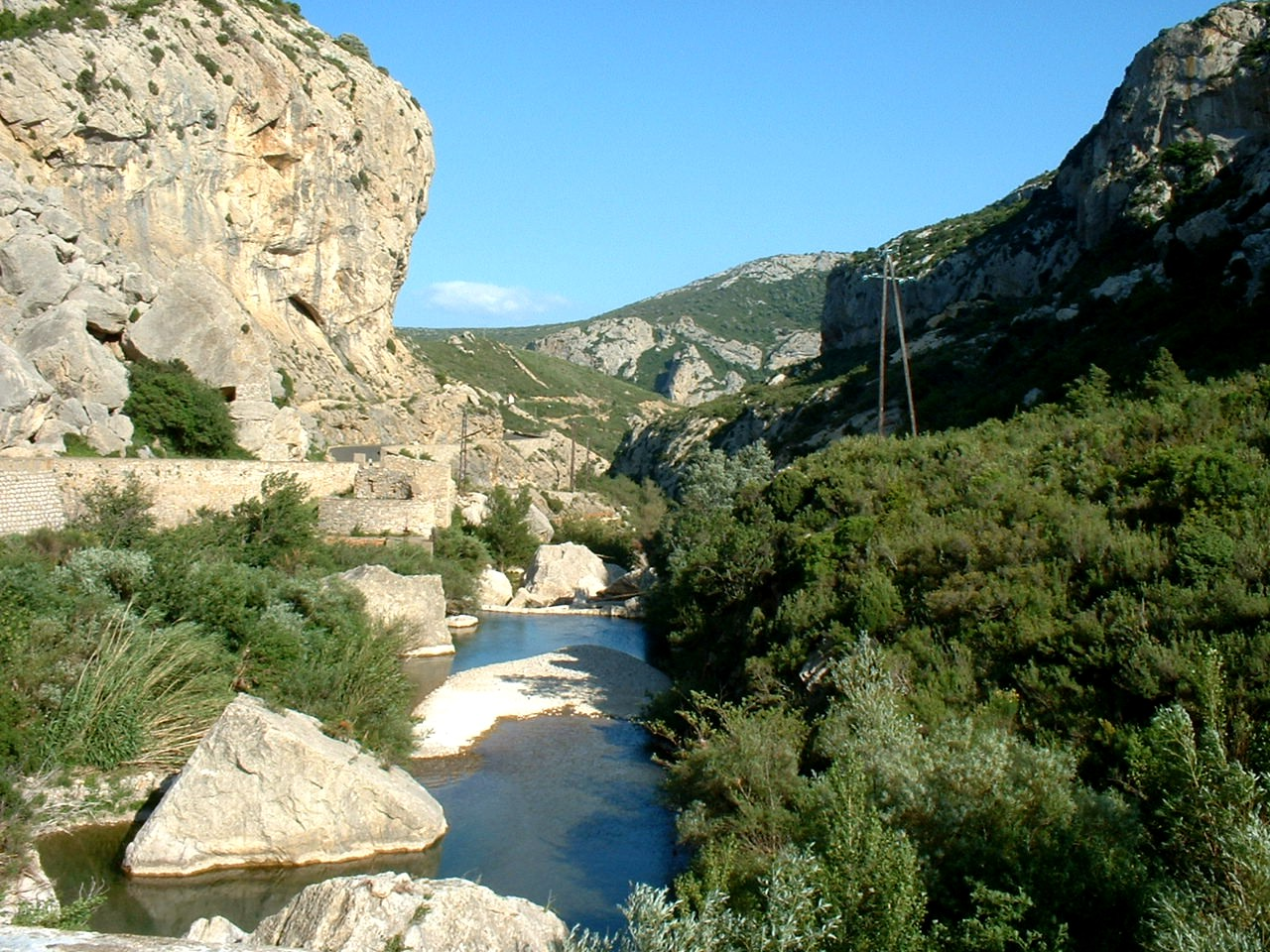
Les gorges à Padern.
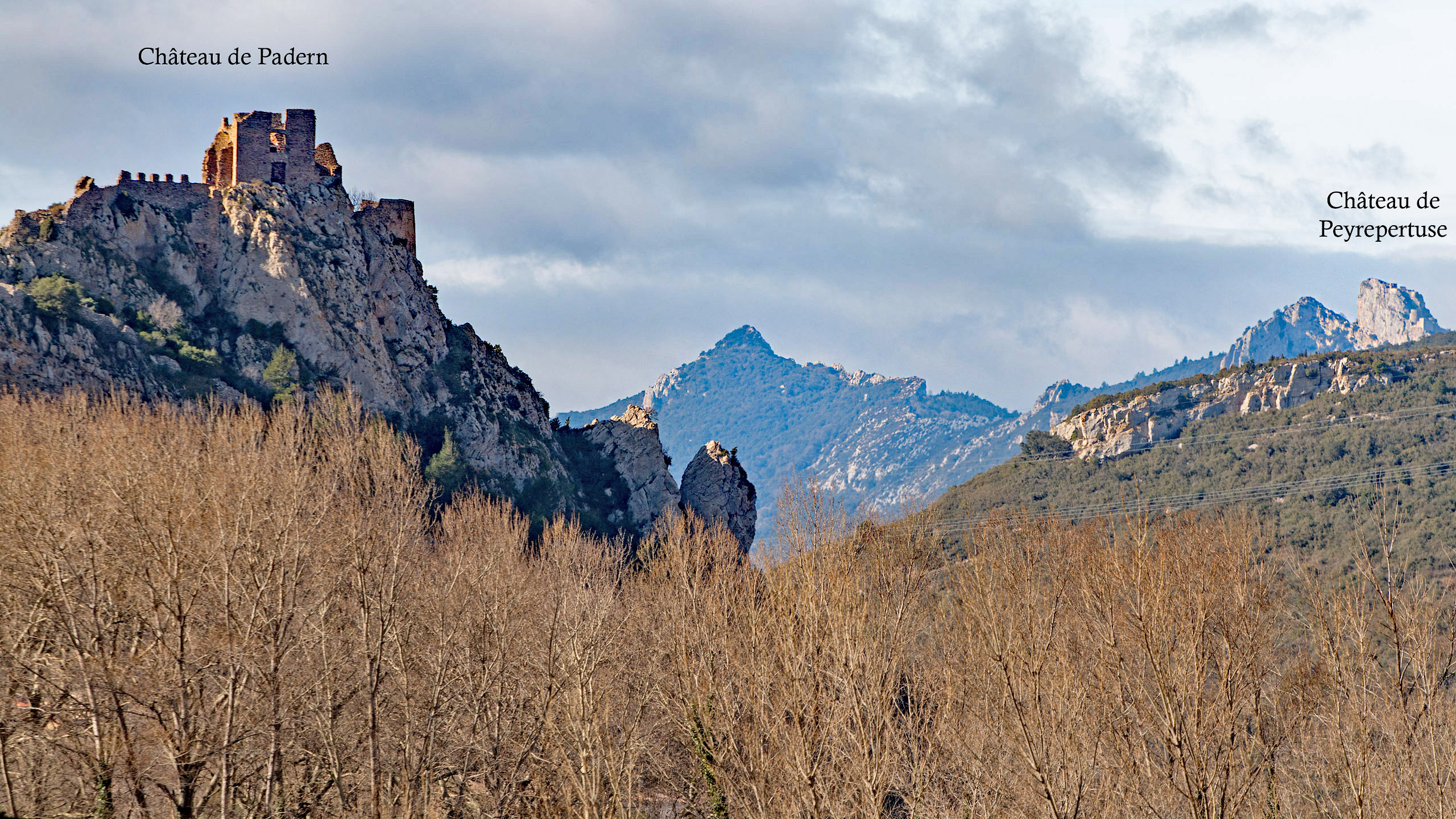
Les gorges, dominées par deux châteaux cathares (2015).
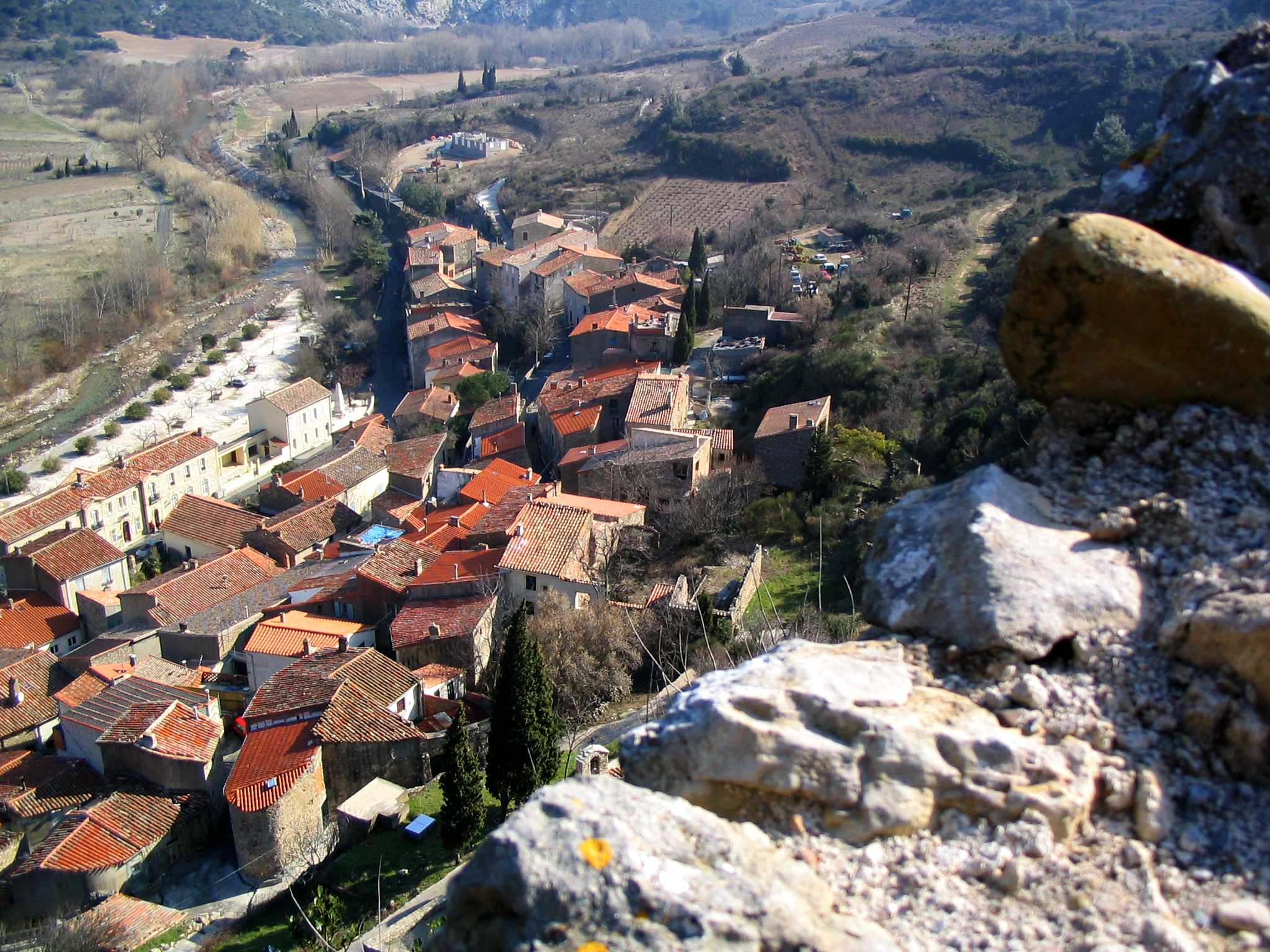
Padern et le Verdouble depuis son château.
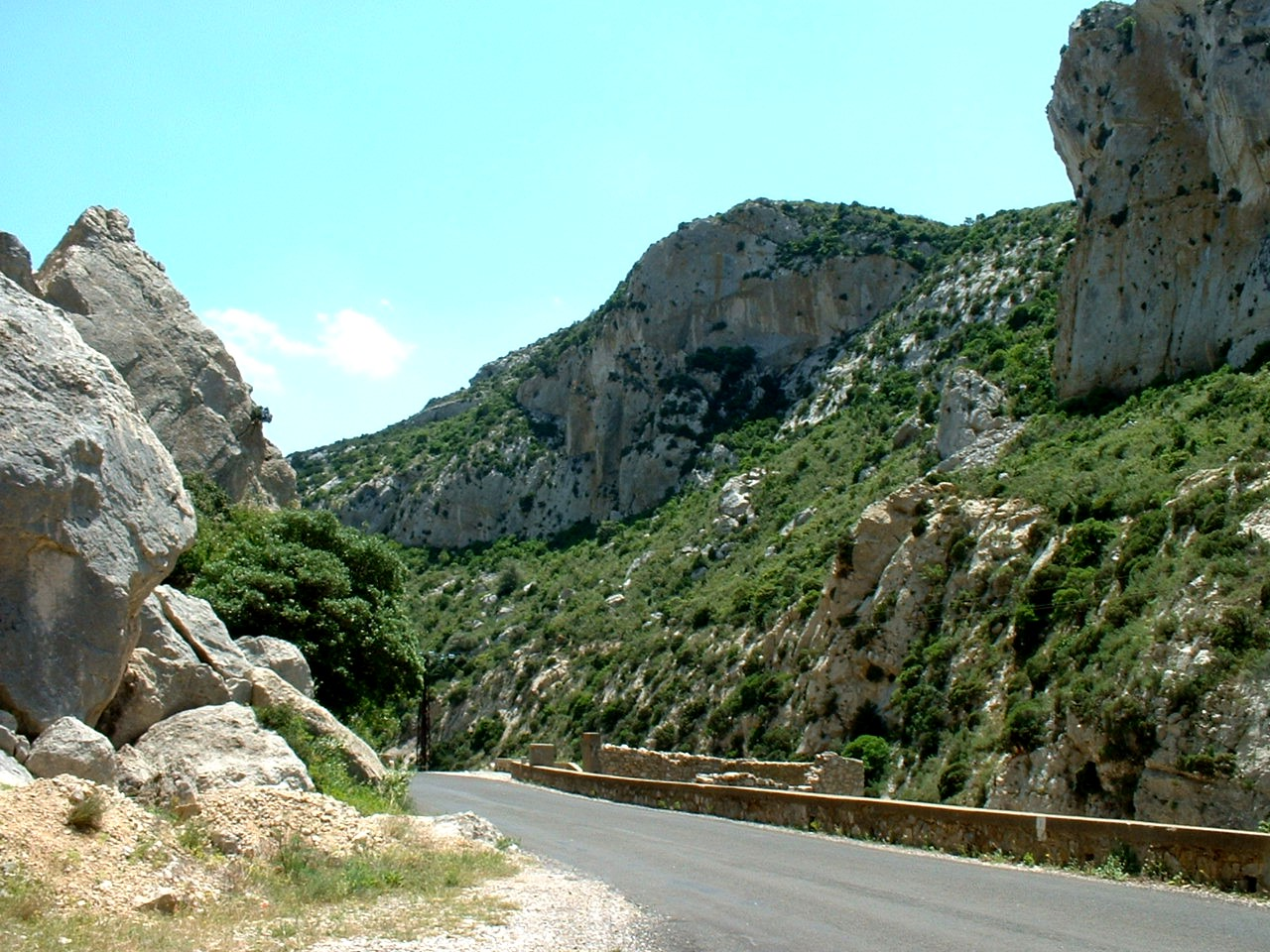
Route des gorges, à l'est de Padern (2001).
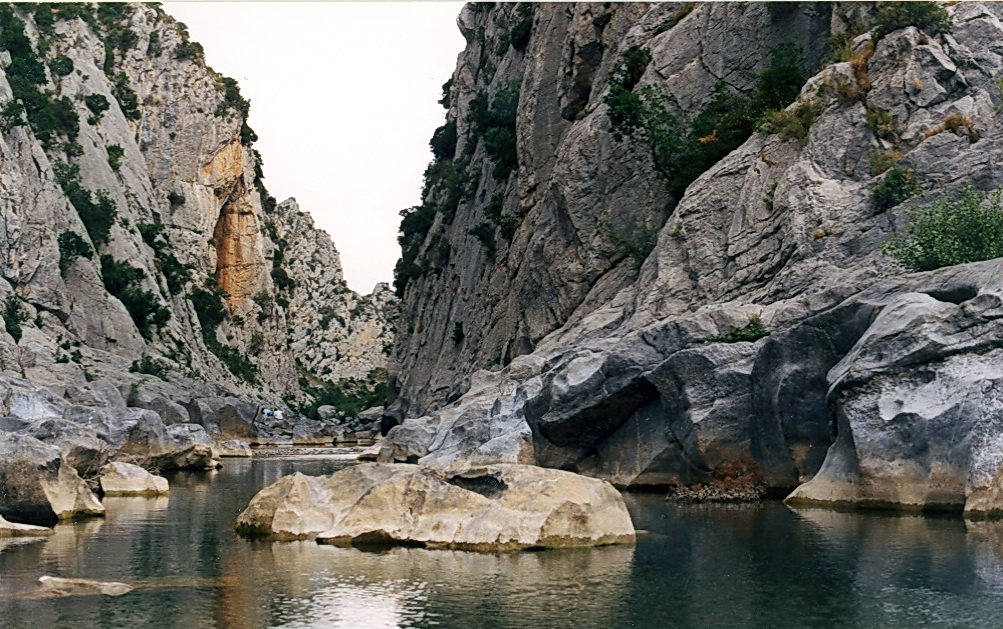
Les gorges du Gouleyrous près de la Caune de l'Arago.
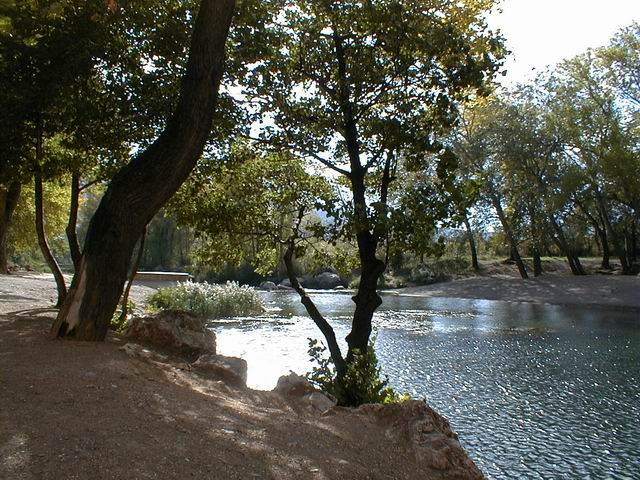
Les bords du Verdouble près de la Caune de l'Arago (2005).
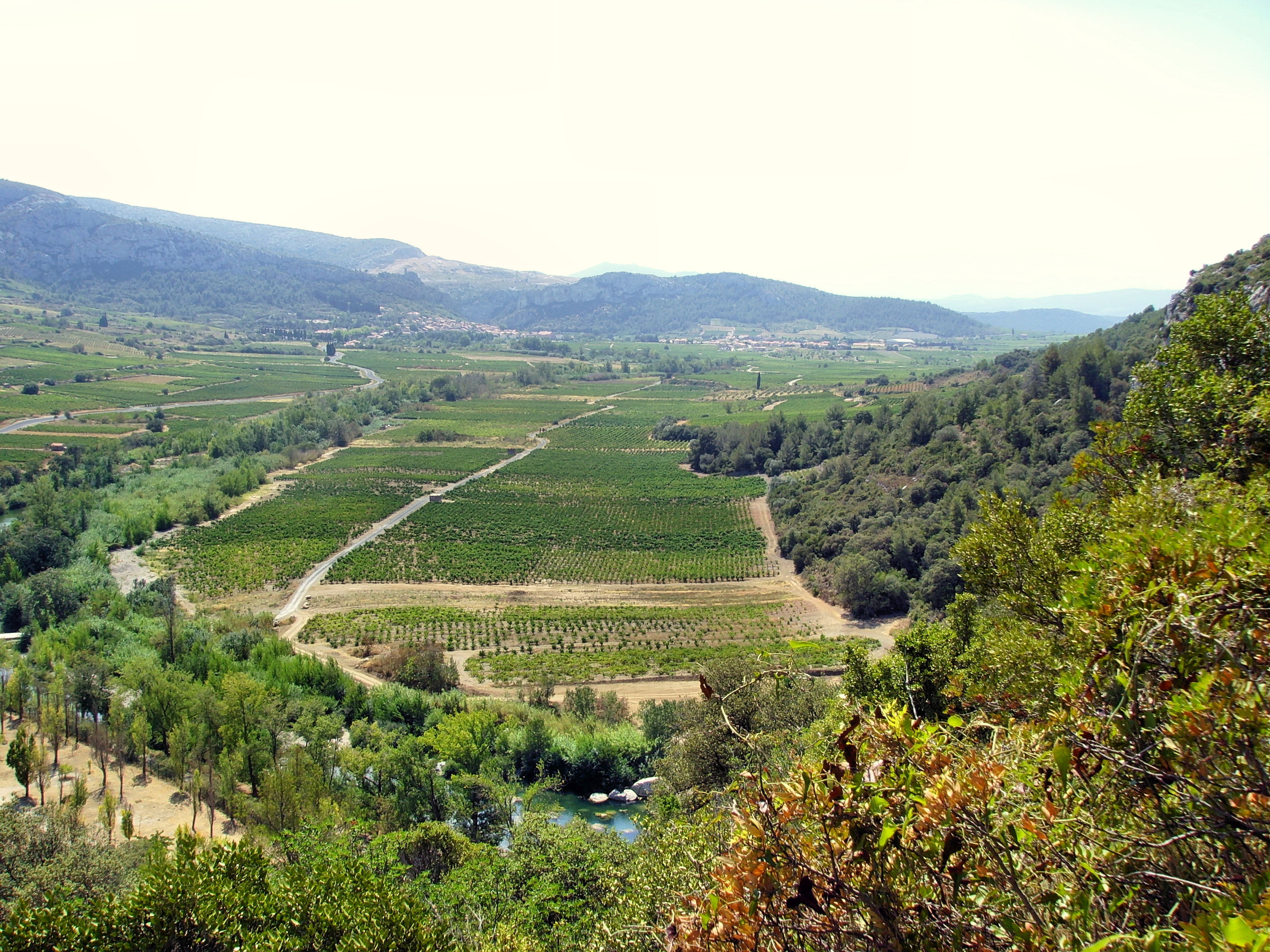
Plaine viticole entre Vingrau et Tautavel.
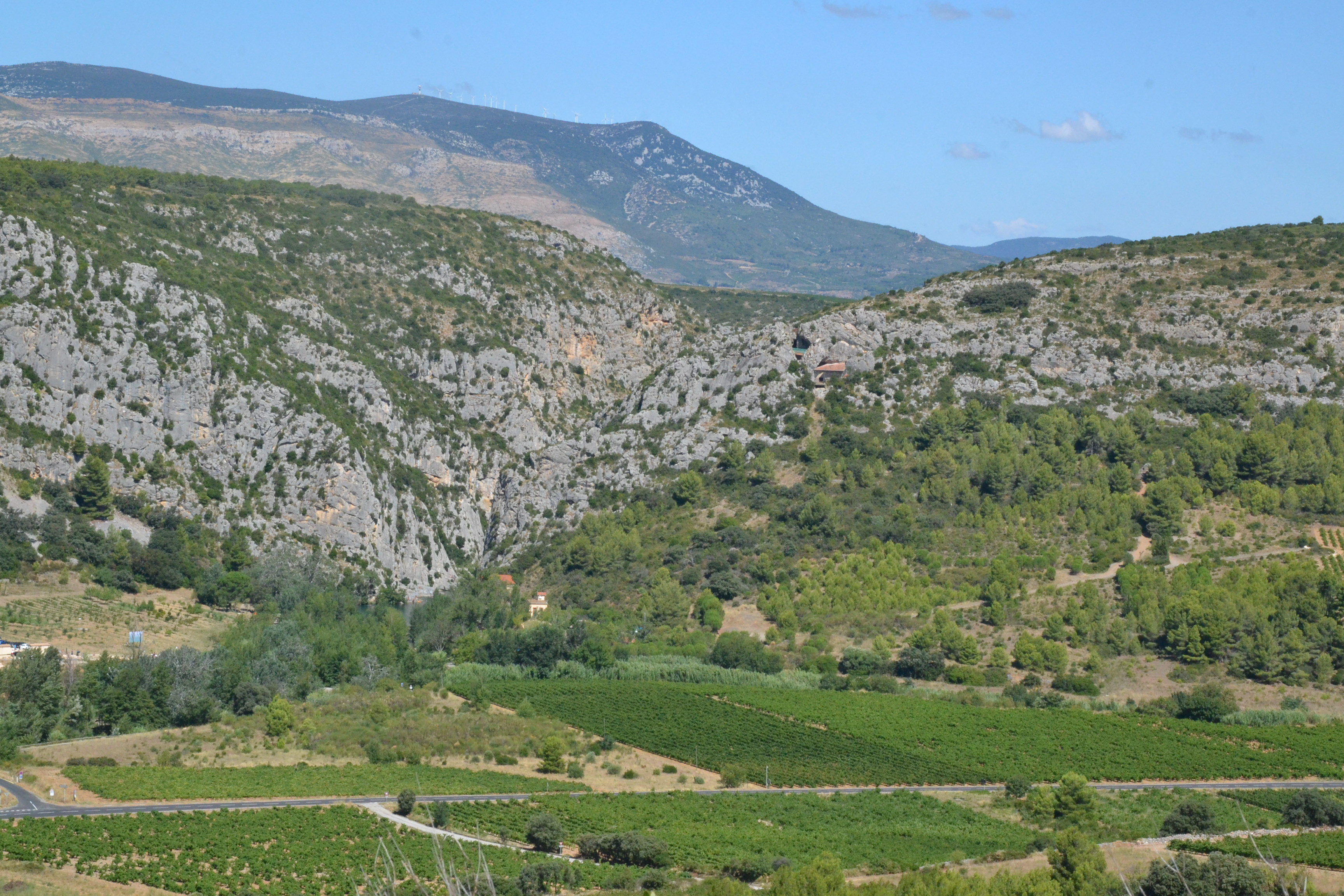
Cluse du Verdouble et site de la grotte de la Caune de l'Arago (2018).
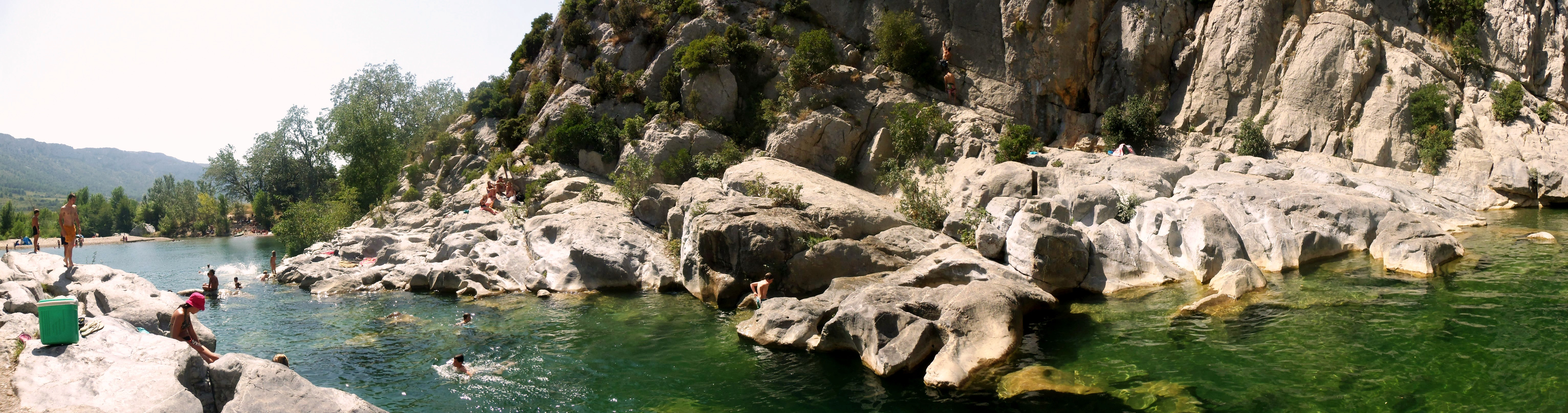
Gorges « des Gouleyrous », à Tautavel (2011).
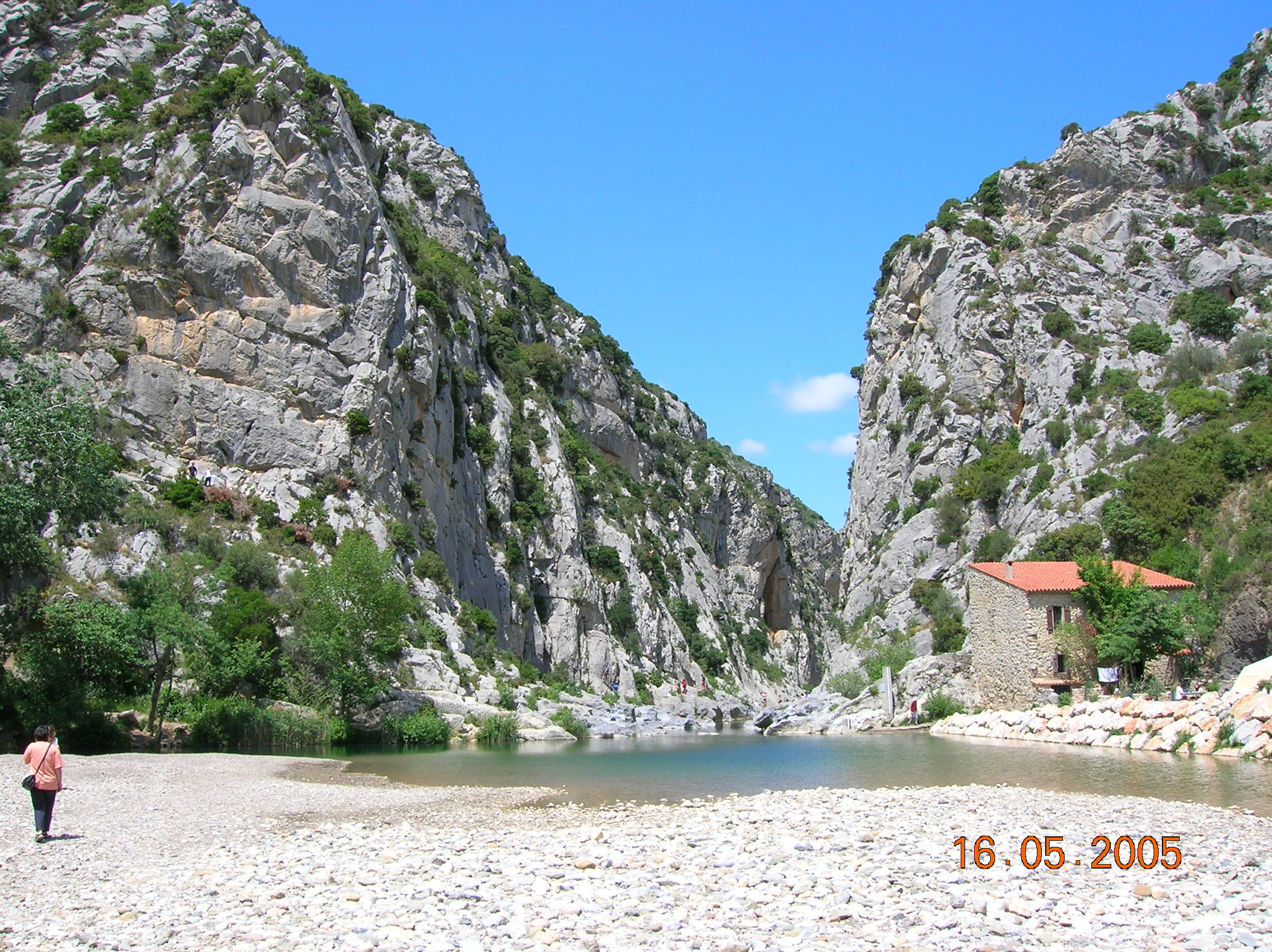
Plage aux Gouleyrous (2005).
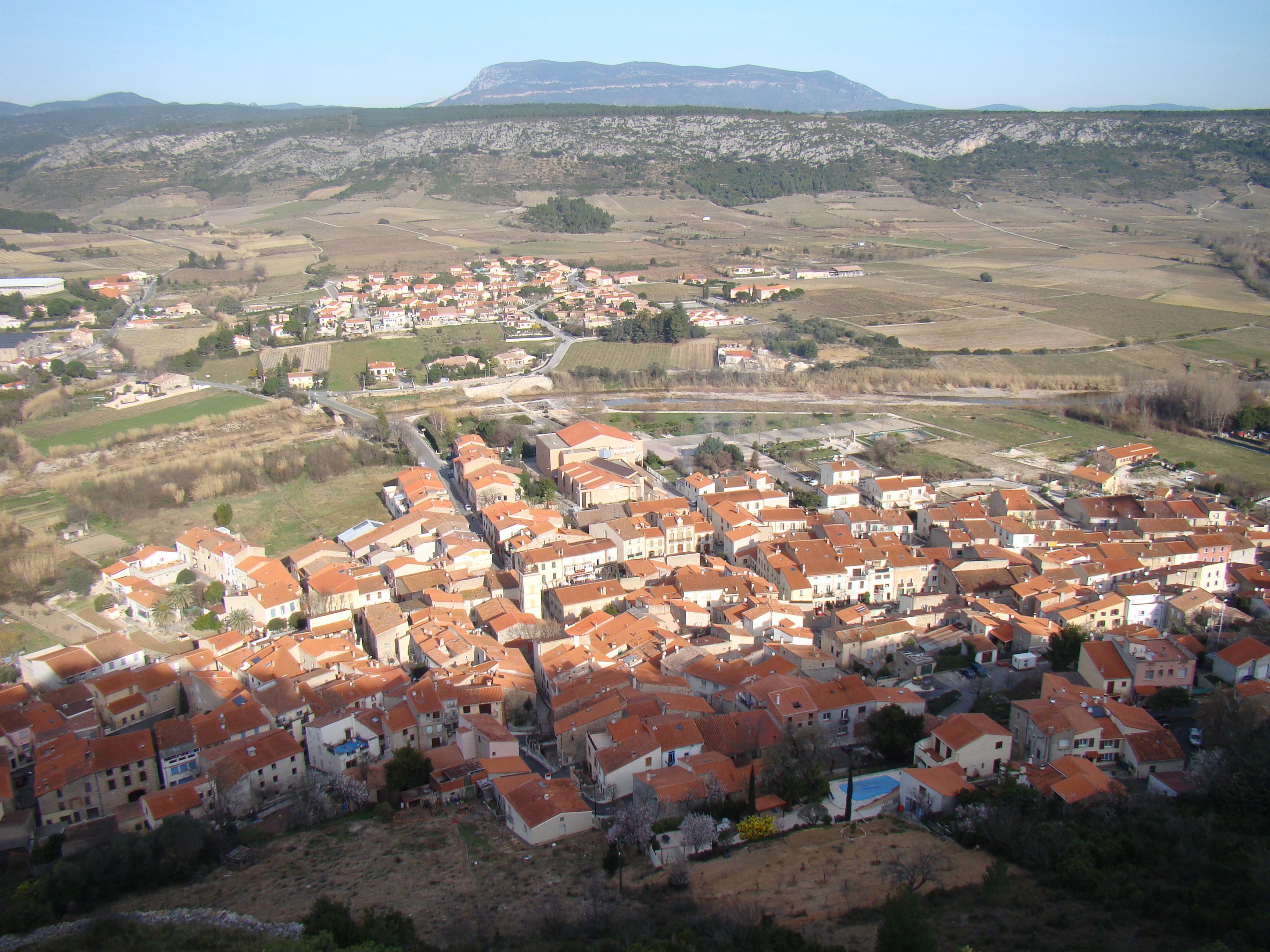
Le village de Tautavel et la vallée du Verdouble (2015).
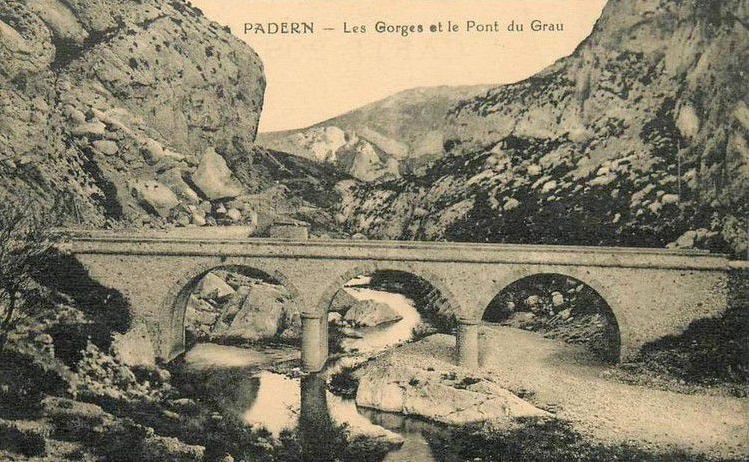
Les gorges et le pont du Grau en 1905.